# Oie d'Angleterre occidentale
L'oie d'Angleterre occidentale (West England goose) est une race d'oie domestique originaire du Sud-Ouest de l'Angleterre.

## Histoire et description
L'oie d'Angleterre occidentale est une race ancienne que l'on trouve surtout dans le sud de l'Angleterre, en particulier dans le Devon et en Cornouailles. Il s'agit d'une oie fermière autosexable c'est-à-dire que le jars offre un aspect différent de la femelle. Celle-ci est blanche avec de grandes taches grises sur la tête, le dos et les cuisses, alors que le jars est entièrement blanc. Cette race a les yeux bleus et le bec orange. C'est une oie de moyenne taille à mi-lourde. En effet, le jars pèse de 7,3 kg à 9,1 kg et l'oie de 6,3 kg à 8,2 kg. Ses œufs sont blanc grisâtre. Le baguage est de 24 mm. C'est une oie au caractère calme et familier.